# Eugorgia querciformis
Eugorgia querciformis är en korallart som beskrevs av Bielschowsky 1918. Eugorgia querciformis ingår i släktet Eugorgia och familjen Gorgoniidae. Inga underarter finns listade i Catalogue of Life.